# Anne Henning
Pour les articles homonymes, voir Henning.
Anne Henning, née le 6 septembre 1955 à Raleigh, est une patineuse de vitesse américaine notamment deux fois médaillée olympique en 1972.

## Biographie
Anne Henning est deuxième des Championnats du monde de sprint en 1971. À l'âge de 16 ans, elle est favorite des Jeux olympiques d'hiver de 1972 organisés à Sapporo au Japon pour les épreuves de 500 et 1 000 mètres : elle a déjà battu le record du monde dans ces deux épreuves. Elle est sacrée championne olympique sur 500 mètres et le lendemain, fatiguée, médaillée de bronze du 1 000 mètres.

## Records personnels
| Distance     | Temps         | Année |
| ------------ | ------------- | ----- |
| 500 mètres   | 42 s 5        | 1972  |
| 1 000 mètres | 1 min 27 s 3  | 1972  |
| 1 500 mètres | 2 min 27 s 30 | 1972  |
| 3 000 mètres | 5 min 25 s 9  | 1971  |